# Anja Heitmann
Anja Heitmann (* 21. April 1965) ist eine ehemalige deutsche Fußballspielerin.

## Karriere
Heitmann gehörte von 1990 bis 1994 dem TuS Niederkirchen in der seinerzeit zweigleisigen Bundesliga als Abwehrspielerin an; danach wechselte sie zum Ligakonkurrenten TuS Ahrbach.
In diesem Zeitraum wurde die Gruppe Süd zweimal in Folge als Zweitplatzierter und danach als Sieger abgeschlossen. Für die Endrunde um die Deutsche Meisterschaft daher qualifiziert, traf sie mit ihrer Mannschaft dreimal auf den TSV Siegen. Zweimal verlor sie mit ihrer Mannschaft jeweils im Halbfinale, im dritten Aufeinandertreffen siegte sie mit ihrer Mannschaft – und das im Finale. 1993/94 erneut Sieger der Gruppe Süd, ereilte die Mannschaft das Aus im Halbfinale der Endrunde um die Deutsche Meisterschaft nach Hin- und Rückspiel mit 1:9 gegen Grün-Weiß Brauweiler. Im Wettbewerb um den DFB-Pokal schied ihr Verein 1992 und 1993 jeweils im Viertelfinale, 1994 bereits im Achtelfinale aus diesem aus. Ferner gehörte sie der Mannschaft an, die am 1. August 1993 in Leverkusen das Spiel um den Supercup mit 2:1 gegen den TSV Siegen gewann.
Mit dem TuS Ahrbach wurde die Saison 1994/95 als Zweitplatzierter in der Gruppe Süd abgeschlossen. In der sich anschließenden Endrunde um die Deutsche Meisterschaft verlor ihr Verein nach Hin- und Rückspiel mit 3:9 gegen Grün-Weiß Brauweiler im Halbfinale, wie auch im Pokal-Achtelfinale mit 2:3.
In der Saison 1999/2000 kam sie für den TuS Niederkirchen von Oktober bis November 1999 in drei Punktspielen in der seit 1997 ausgetragenen eingleisigen Bundesliga zum Einsatz; am Saisonende stieg der TuS Niederkirchen ab.

## Erfolge
- Deutscher Meister 1993 (mit dem TuS Niederkirchen)
- DFB-Supercup-Sieger 1993